# Rita Monaldi et Francesco Sorti

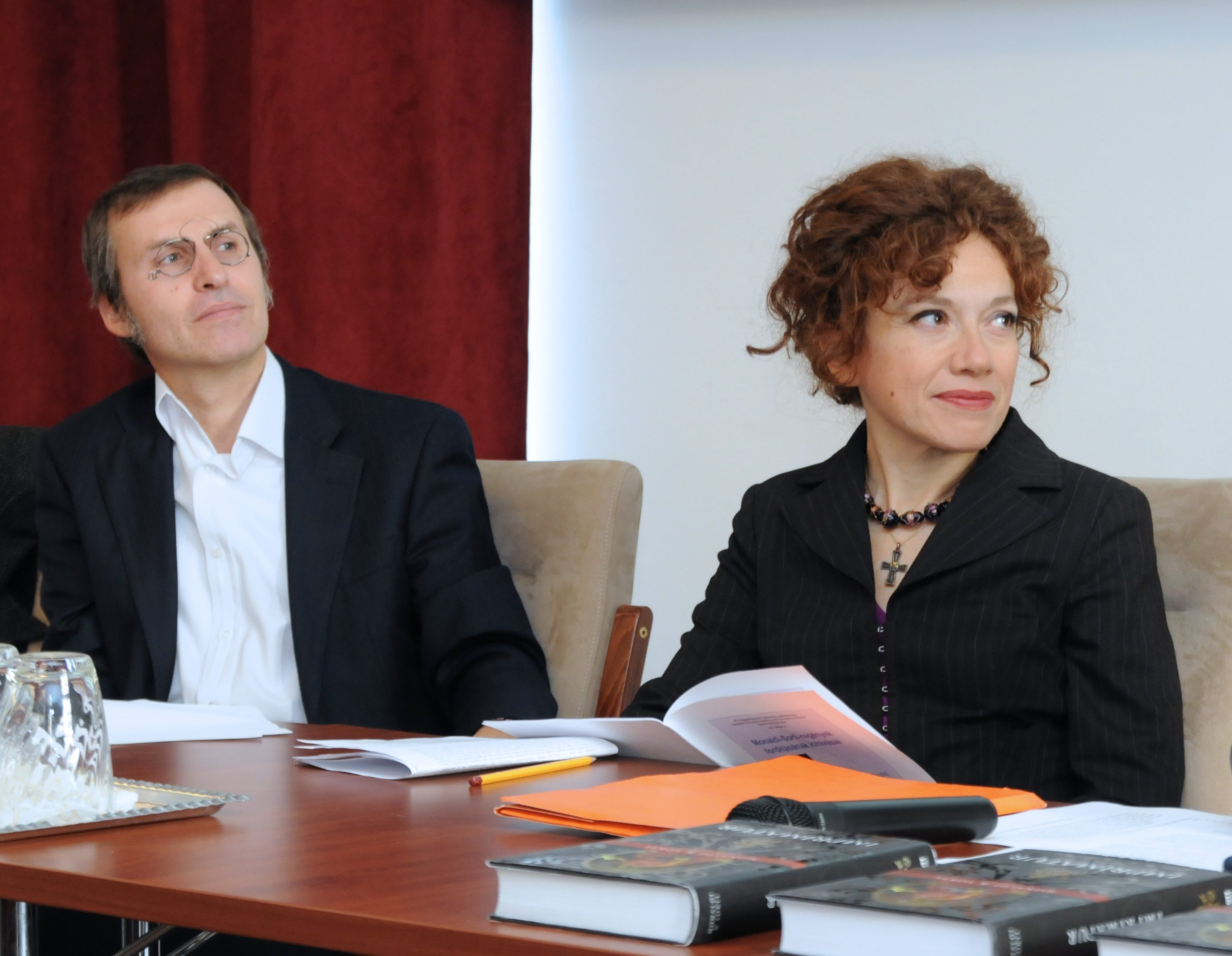
Sorti (à gauche) et Monaldi, en 2013.

Rita Monaldi (née en 1966) et Francesco Sorti (né en 1964) forment un duo d'écrivains italiens, auteurs de romans historiques. 

## Biographie
Rita Monaldi est diplômée de philologie classique et spécialiste de l'histoire des religions. Francesco Sorti est un musicologue spécialisé dans la musique baroque. Il a travaillé pour Radio Vatican. Ils sont mariés ensemble et vivent à Vienne.

## Aperçu des romans
Imprimatur est le premier d'une saga historique qui comprendra sept tomes. Il s'agit d'un thriller politique centré autour du pape Innocent XI. Le personnage principal de la série est Atto Melani (1626-1714). L'histoire débute en l'an 1683 dans une auberge.  
L'ensemble de ces sept titres formera une phrase : Imprimatur secretum veritas mysterium unicum ... Les deux derniers titres n'ont intentionnellement pas été encore communiqués par les auteurs. Les deux premiers tomes remportent vite un succès international. Cependant, en raison des thèmes abordés dans ces romans, ceux-ci sont boycottés par le Vatican. Le tome IV n'est pas encore traduit en français.
En 2007 est sorti le premier titre d'une nouvelle série abordant cette fois le genre du roman policier historique (traduit en français en 2010 sous le titre Les Doutes de Salaï), cette fois-ci centrée autour du personnage de Salaï (1485-1524).

## Œuvres

### Série Atto Melani
- Imprimatur (2002 pour l'édition italienne) — Pocket, 2011
- Secretum (2004)
- Veritas (2006)

### Série Salaï
- Les Doutes de Salaï (2010 — édition italienne : 2007)